# Zawór zwrotny

Schemat działania zaworu zwrotnego zamykanego ciężarem grzybka (przepływ możliwy jest tylko w kierunku zaznaczonym przez strzałki)

Schemat działania zaworu zwrotnego zamykanego sprężyną (przepływ możliwy jest gdy różnica ciśnień wytwarza siłę wystarczającą do pokonania nacisku sprężyny)

Zawór zwrotny – samoczynny zawór zapewniający przepływ płynu tylko w jednym kierunku. 

## Sposób działania
Jest to zawór samoczynny. Idealny zawór zwrotny przechodzi od stanu zamknięcia do stanu otwarcia przy wystąpieniu spadku ciśnienia w kierunku przewodzenia zaworu, a zamyka się po ustaniu przepływu w tym kierunku. W praktyce większość zaworów otwiera się dopiero po przekroczeniu progowej różnicy ciśnień, nazywanej ciśnieniem otwarcia, a zamyka gdy przepływ zmniejszy się do zadanego lub gdy wystąpi przepływ wsteczny. Elementy zaworu wykazują bezwładność opóźniając otwarcie i zamknięcie w stosunku do zmian przepływu, co skutkuje opóźnieniem otwarcia przepływu oraz przepływem wstecznym po odwróceniu kierunku przepływu.

## Podział
Ze względu na sposób zamknięcia zawory zwrotne dzielą się na:
- grzybkowe,
- kulowe,
- płytkowe,
- membranowe.

Zawory zwrotne dzieli się na rodzaje:
- z obciążeniem - sprężyna lub grawitacja zamyka zawór, przy braku różnicy ciśnień jest zamknięty,
- bez obciążenia - zamykany przepływem i różnicą ciśnień.